# 斯拉夫联盟
斯拉夫联盟（俄语：Славянский союз）是俄罗斯联邦的一个极右翼新纳粹主义运动，其目的旨在建立一个俄罗斯人的民族国家 。莫斯科市法院于2010年4月27日裁定斯拉夫联盟为极端主义组织宣布将其取缔。但莫斯科市政府仍批准其在2010年的年度俄罗斯游行。
捷克有另一個斯拉夫联盟 ，成立於1992年，致力推動斯拉夫國家非政治性合作及融入歐洲架構。 斯拉夫協會為合法登記機構，並遵照捷克及歐盟法令在捷克運作。該機構源自於1848年於布拉格舉行的首次斯拉夫大會。出席會議者包括國際知名斯拉夫運動領袖-「捷克之父」法蘭克‧帕拉斯基。斯拉夫協會拒絕仇恨思想，不贊同國際斯拉夫運動造成斯拉夫民族與其他民族衝突，不贊同斯拉夫民族及語言較其他民族優越之主張。